# Leština u Světlé
Leština u Světlé – wieś i gmina w Czechach, w powiecie Havlíčkův Brod, w kraju Wysoczyna. 1 stycznia 2014 liczyła 599 mieszkańców.